# Stadio Olimpico (Breslavia)
Lo Stadio olimpico di Breslavia (in polacco Stadion Olimpijski we Wrocławiu) è uno stadio multiuso della città di Breslavia di proprietà comunale.
Costruito dal 1926 al 1928, era noto inizialmente con il nome di Schlesierkampfbahn (tedesco per Stadio slesiano) secondo il progetto di Richard Konwiarz, quando Breslavia apparteneva alla Repubblica di Weimar. Dal 2014 è sede delle partite di football americano dei Panthers Wrocław, dopo aver ospitato quelle dei Giants Wrocław (2006-2013) e dei Devils Wrocław (2007-2013).

## Calcio

### Incontri internazionali

#### Per nazionali

##### Qualificazioni al Campionato mondiale 1982
| Arbitro: | Helén |

|                                                                      |           |  |
| Buncol 6’ Smolarek 47’, 64’ Majewski 48’ Boniek 88’ Dziekanowski 90’ | Marcatori |  |

##### Qualificazioni al Campionato europeo 1984
| Arbitro: | Eriksson |

|  |           |                   |
|  | Marcatori | 32’ Carlos Manuel |

## Football americano

### Finali nazionali

#### Senior

##### Topliga
| Breslavia 2008 III Polish Bowl | Warsaw Eagles | 26 – 14 | Pomorze Seahawks | Stadion Olimpijski |

##### LFA1
| Breslavia 21 luglio 2018, ore 18:30 I LFA Polish Bowl | Panthers Wrocław | 13 – 14 referto | Lowlanders Białystok | Stadion Olimpijski |

##### PLFA II
| Breslavia 15 ottobre 2017, ore 15:30 VI Finale PLFA II | Panthers Wrocław B | 71 – 50 (14-6 27-28 14-8 16-8) referto | Patrioci Poznań | Stadion Olimpijski\| Arbitro: \| Rączkowski \| |
| Arbitro:                                               | Rączkowski         |                                        |                 |                                                |

#### Giovanili

##### PLFA-J11
| Breslavia 12 novembre 2017 III Finale PLFA-J11 | Panthers Wrocław | 22 – 7 | Kozły Poznań | Stadion Olimpijski |

##### JLFA
| Breslavia 11 novembre 2018 I Finale JLFA | Panthers Wrocław | 8 – 33 | Bielawa Owls | Stadion Olimpijski |

##### PLFA-J8
| Breslavia 12 ottobre 2014 II Finale PLFA-J8 | Panthers Wrocław | 30 – 6 | Warsaw Eagles | Stadion Olimpijski |

### Incontri internazionali

#### Per club

##### EFAF Cup
| Breslavia 5 maggio 2012, ore 12:00 4ª giornata | Giants Wrocław | 0 – 37 | Prague Black Hawks | Stadion Olimpijski |

##### CEFL
| Breslavia 22 aprile 2017 2ª giornata | Panthers Wrocław | 20 – 33 (13-3 7-21 0-6 0-3) referto | Tirol Raiders | Stadion Olimpijski |

| Breslavia 12 maggio 2018 3ª giornata | Panthers Wrocław | 39 – 22 (7-7 7-7 18-0 7-8) referto | Prague Black Panthers | Stadion Olimpijski |

#### Per nazionali

##### Giochi mondiali 2017
Tra il 22 e il 24 luglio 2017 vi si è giocato il torneo di football americano nell'ambito dei Giochi mondiali 2017.
| Breslavia 22 luglio 2017, ore 13:00 Semifinale | Stati Uniti | 13 – 14 (0-0 7-7 6-0 0-7) | Germania | Stadion Olimpijski |

| Breslavia 22 luglio 2017, ore 19:00 Semifinale | Polonia | 2 – 28 (0-7 2-14 0-7 0-0) | Francia | Stadion Olimpijski |

| Breslavia 24 luglio 2017, ore 13:00 Finale 3º - 4º posto | Stati Uniti | 14 – 7 (0-0 7-0 0-7 7-0) | Polonia | Stadion Olimpijski |

| Breslavia 24 luglio 2017, ore 19:00 Finale | Germania | 6 – 14 (0-0 6-7 0-0 0-7) | Francia | Stadion Olimpijski |